# Видео плейър
 Тази статия е за софтуера.  За устройството вижте Видеомагнетофон.  
Видео плейърът е вид приложен софтуер за възпроизвеждане на видео от носители като оптични дискове, например DVD, Video CD (VCD), както и от файлове от подходящи формати като MPEG, AVI, RealVideo, QuickTime и други.
Много от видео плейърите поддържат възпроизвеждане на цифров звук, както и 3D възпроизвеждане на 2D видео.

## Функционалност
Видео плейърите имат стандартните VCR функции:
- възпроизвеждане
- пауза
- спиране
- превъртане назад
- превъртане напред

И в допълнение някои общи функции като:
- приближение
- показване на цял екран
- избор на аудио канали
- избор на субтитри
- снимане на екрана

## 3D видео плейъри
3D видео плейъри се използват за възпроизвеждане на 2D видео в 3D формат.
Високото качество на триизмерна видео презентация изисква всеки кадър на филма или видеоклипа да бъде вграден с информация за дълбочината на обектите, намиращи се в сцената. Този процес включва заснемането на видео със специално оборудване от две различни гледни точки или моделиране и рендиране на всеки кадър като колекция от предмети, съставени от 3D върхове и текстури, подобно на съвременните видео игри, за постигане на специални ефекти. Досаден и скъп, този метод се използва само в малка част от филмите, произведени в световен мащаб, а повечето филми се правят под формата на традиционните 2D изображения.
Възможно е да се придаде дълбочина на двуизмерна картина с много по-прост подход. Използвайки техника, известна като анаглифна обработка, „плоска“ картина може да се трансформира така, че да дава илюзия за дълбочина, когато се гледа през анаглифни очила (обикновено червено-циан). Изображение, гледано през анаглифни очила, изглежда да има както изпъкнали, така и дълбоко вдлъбнати обекти в него, за сметка на малко по-изкривени цветове.
Има няколко вида 3D формат плейъри, които правят конвенционални 2D видео формати в 3D чрез анаглифна обработка, както и така наречените 3D видео конвертори, които преобразуват видеото чрез стереоскопична анаглифна обработка и прекодират изображението за възпроизвеждане от стандартни видео плейъри.

## Известни плейъри за видео
- KMPlayer – медиен плейър, обхващащ различни формати като VCD, DVD, AVI, MKV, Ogg Theora, OGM, 3GP, MPEG-1/2/4, WMV, RealMedia, QuickTime. Той позволява възпроизвеждането на повредени AVI файлове, заключени медийни файлове, докато се свалят или споделят в интернет, компресирани аудио албуми (ZIP, RAR) и така нататък. KMPlayer разполага с вградени кодеци и позволява записването на аудио, видео и снимки от екрана. Плейърът осигурява вътрешни и външни филтри за представяне на изображенито.
- VLC Player – продукт с отворен код, разработен от VideoLAN Project, лицензиран под GNU GPL v2.
- GOM Media Player – поддържа почти всички мултимедийни формати, включително MP4, AVI, MKV и др. Той е с лъскав, медийно фокусиран дизайн и изобилие от кодеци.
- Total Video Player – безплатен мултимедиен плейър, който може да възпроизвежда повечето видео и аудио файлове, както и CD-та и DVD-та. Той е компактен и не изисква допълнителни кодеци.
- Media Player Classic Home Cinema – свободен плейър с прост дизайн, но много ефективен.
- RealPlayer – добър медиен плейър за потребителите, които предпочитат да свалят видеоклипове от интернет за по-късно гледане.
- BSPlayer – поддържа десетки мултимедийни формати и намира субтитрите автоматично.
- QuickTime Player – основно за преглеждане на MOV файлове.
- Elmedia Player – безплатен мултимедиен плейър за Mac, поддържа широк набор от аудио и видео формати, включително FLV, SWF, WMV, AVI, MOV, MP4, MP3, DAT, FLAC, M4V, MPG, MKV и други.